# Airport (Diskothek)

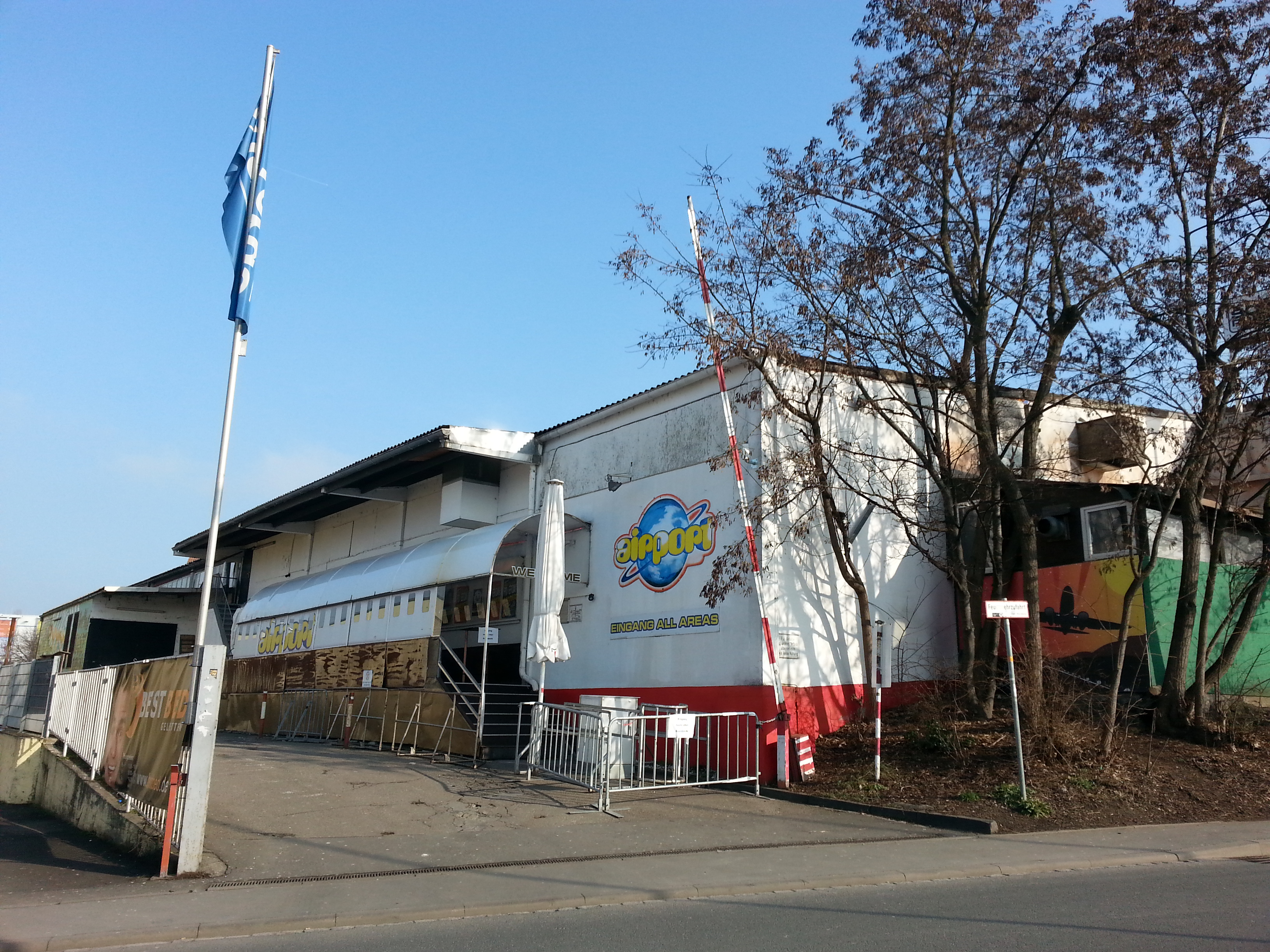
Diskothek Airport Würzburg, Ansicht bei Tag von Westen, Haupteingang.

Das Airport (abgekürzt: „Air“) ist eine Diskothek in der unterfränkischen Stadt Würzburg und aufgrund seiner Bedeutung in der House- und Techno-Szene weit bekannt.

## Geschichte
Der Club öffnete erstmals im Oktober 1983 in dem Gebäude eines ehemaligen Großmarktes im Würzburger Osten seine Pforten. Der Club war einem Flughafenterminal nachempfunden und das DJ-Pult als Cockpit konzipiert. Eine erste Erweiterung erfuhr das Airport etwa ein Jahr später, als im anderen Teil der Halle der Rockpalast eröffnet wurde, mit einem im Vergleich zum Airport eher rockigen Musikkonzept. Mitte der 1980er Jahre wurde der „Doppeldeckerabend“ eingeführt und dadurch mit Studenten und Schülern auch eine neue Klientel für das Airport erschlossen. 

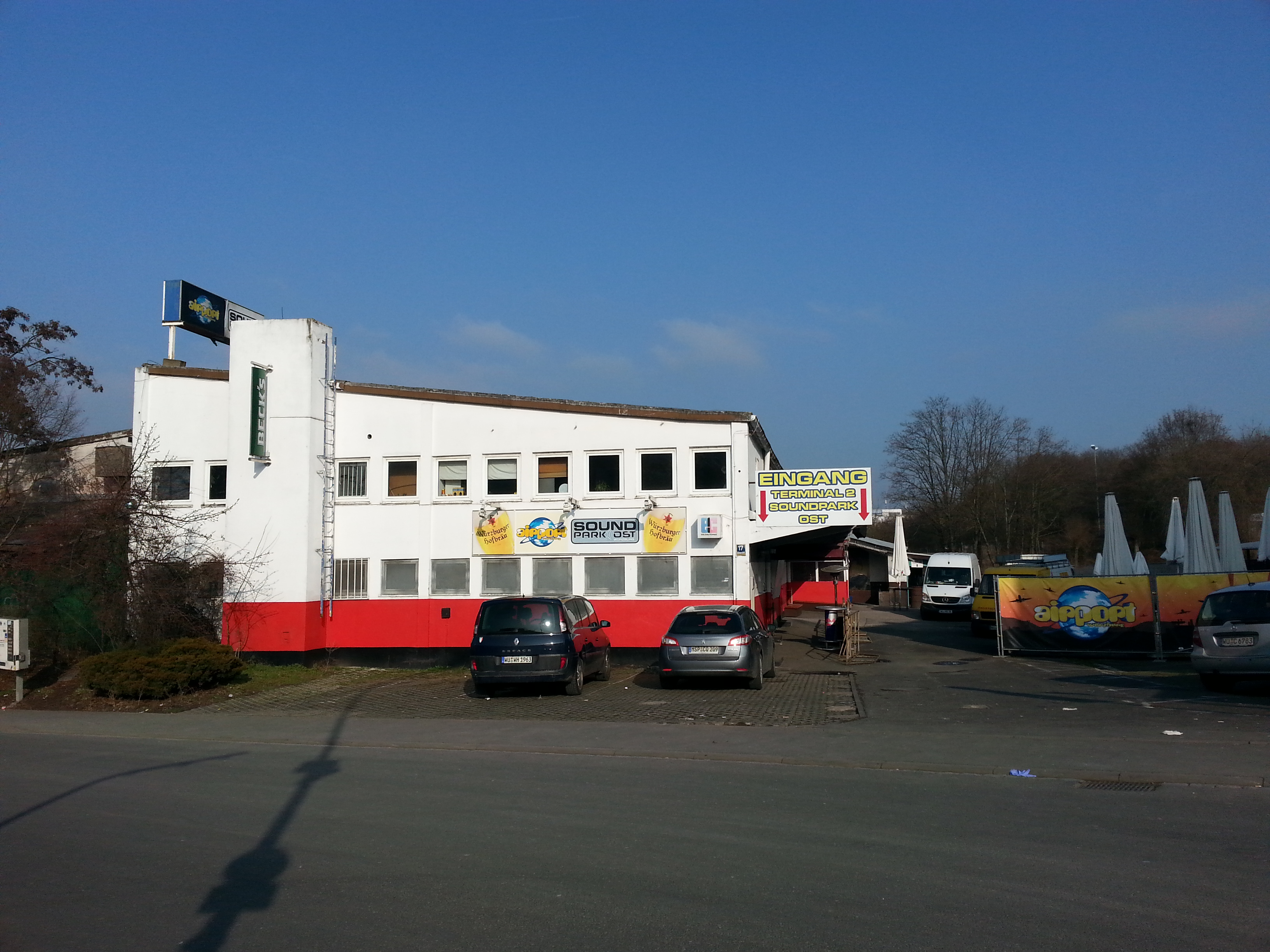
Diskothek Airport Würzburg, Ansicht bei Tag von Süden. Außenbereich, sowie Eingang zu Soundpark Ost und Terminal 2.

Die im Airport gespielte Musik war mit Techno, Hip-Hop, House, Funk, Soul und Acid (Acid House, Acid Techno) am Zeitgeist orientiert und von Anfang an hielt dann Techno seinen Einzug ins Airport, das zunächst nur im Noise Club gespielt wurde, aufgrund seiner wachsenden Bedeutung und Beliebtheit jedoch auch bald im großen Club lief. In den folgenden Jahren legten immer wieder die Größen der deutschen Technoszene wie Sven Väth, Paul van Dyk, Carl Cox  etc. auf. Eine kurze Veränderung ergab sich im Jahre 1994, als die Halle verkauft wurde und der Club auf das so genannte Loveboat umzog. Dieses Zwischenspiel dauerte ein halbes Jahr und zu Pfingsten im Folgejahr öffnete das Airport wieder in seiner gewohnten Umgebung. Eine Veränderung gab es trotzdem, denn die Flughafen-Dekoration war verschwunden und das Airport zeigte sich von einer ganz anderen Seite. Die Musik blieb jedoch die gleiche.
Seit April 2018 hat die Air Diskotheken Betriebs GmbH & Co KG den Betrieb wieder zurück übernommen unter neuer Leitung von Frank Knüpfing.

## Festivals

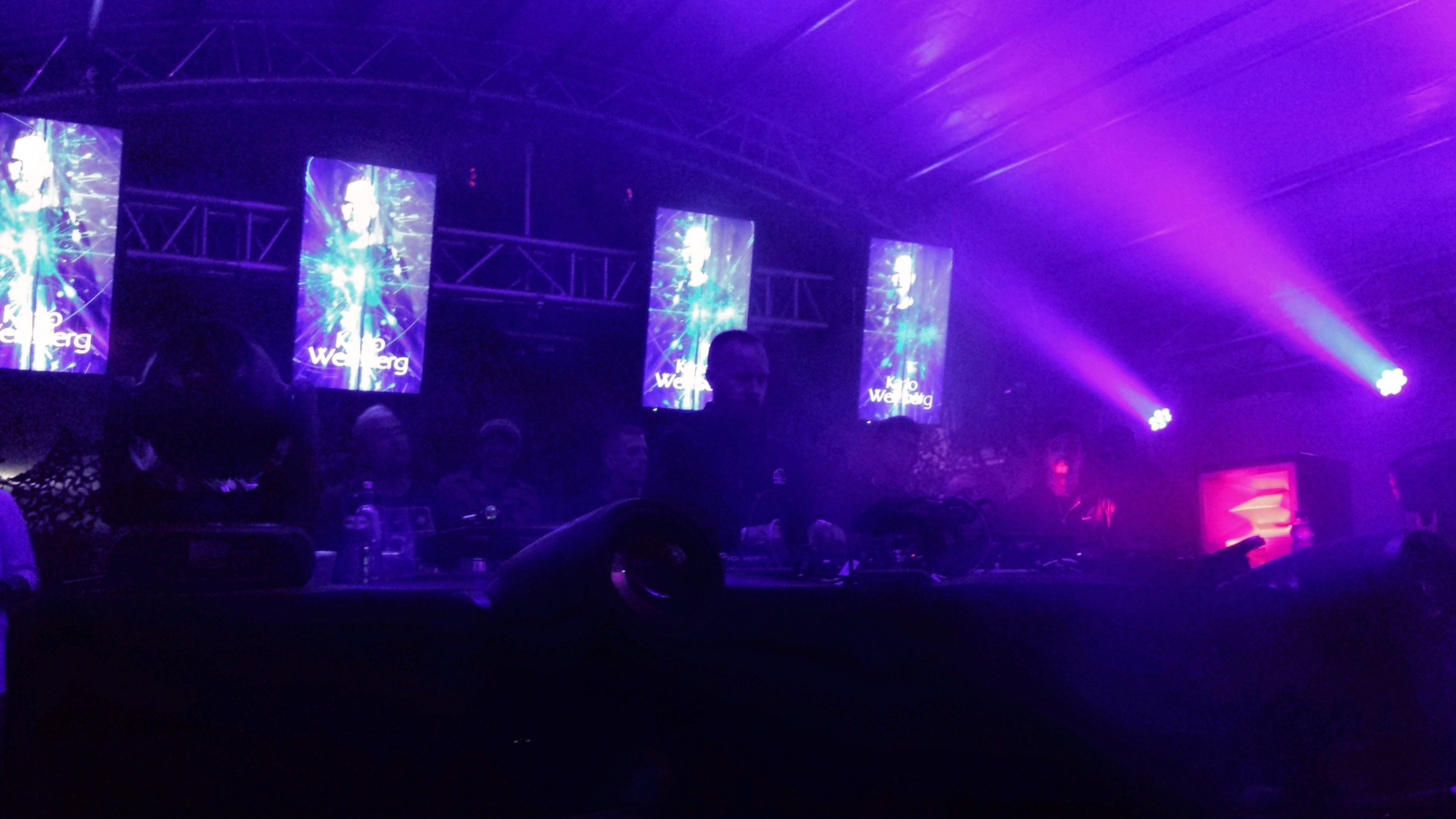
Karlo Weinberg (Airport & Die Rakete Nature One 2019)

Das Airport hatte über einige Jahre einen eigenen „Float“ (Wagen) auf der Loveparade in Berlin. Auch bei den Loveparades 2006 und 2008 war das Airport mit einem eigenen Wagen vertreten. Auf dem Nature-One-Festival präsentiert das Airport seit über 20 Jahren eine eigene Area.

## Auszeichnungen
- 5. Platz beim Jahrespoll 2015 der besten Clubs Deutschlands des FAZEmag[2]
- 3. Platz beim Jahrespoll 2016 der besten Clubs Deutschlands des FAZEmag[2]

## Besonderheiten
Durch die zwei vollständigen Eingangsbereiche (bedingt durch die Eingliederung der ehemals eigenständigen Diskothek Rockpalast), ist es den Betreibern möglich, an besonderen Abenden gestaffelte Eintrittspreise anzubieten. Benutzt man die Hauptkasse am T1, erhält man Zutritt zur gesamten Diskothek, muss jedoch einen höheren Eintrittspreis bezahlen. Benutzt man den Eingang am Soundpark (ehemaliger Rockpalast), bezahlt man den normalen Preis, darf jedoch nicht das T1 betreten. Diese Regelung wird für gewöhnlich freitags und samstags angewendet, vor allem wenn prominente Gast-DJs auflegen.